# Zach Staenberg
Zach Staenberg é um profissional de cinema, vencedor do Oscar de Melhor edição. Seu trabalho mais conhecido é a trilogia Matrix.

## Filmes
- Police Academy (1984)
- Bound (1996)
- The Matrix (1999) Vencedor do Oscar por Melhor edição (1990)
- The Matrix Reloaded (2003)
- The Matrix Revolutions (2003)
- Lord of War (2005)